# Kosuke Onose
Kosuke Onose (født 22. april 1993) er en japansk fodboldspiller, som spiller for den japanske fodboldklub Gamba Osaka.